# Гордиан, Юрий Маркович
Юрий Маркович Гордиан (24 марта 1937, Одесса — 8 января 2024, Одесса) — советский и украинский шахматный композитор. Мастер спорта СССР по шахматной композиции (1974), судья всесоюзной категории (1981), международный мастер (1995), международный арбитр (1998), гроссмейстер Украины (1997), заслуженный мастер спорта Украины (2001). 

## Биография
Родился 24 марта 1937 года в Одессе. Сын шахматного композитора Марка Филипповича Гордиана. Занимался шахматами в Одесском дворце пионеров у тренера Самуила Котлермана, воспитавшего многих сильнейших одесских шахматистов. Помимо шахмат имел хорошие перспективы в баскетболе — выступал за юношескую сборную Одессы, позже за сборные Витебской и Архангельской областей. После призыва в армию оказался оторванным от большого спорта и заинтересовался шахматной композицией. 
Первая задача Юрия Гордиана увидела свет в 1958 году. В первый период его увлечения композицией происходило освоение тематики и техники составления, открытие новых для себя жанров. Этот период длился все 1960-е годы, когда конкурсные успехи постепенно росли, достигнув пика в 1970 году. Затем был спад, продолжавшийся все 1970-е и начало 1980-х годов. В середине 1980-х годов начался третий период творчества, длившийся до почти конца века. Произошёл количественный и качественный скачок, ему удалось выйти на более высокий уровень составления. В эти годы довольно часто происходило сотрудничество с такими проблемистами, как Валентин Руденко, Виктор Мельниченко, Евгений Фомичёв, Геннадий Козюра, Евгений Орлов. Затем вновь наступил спад, обусловленный в первую очередь занятостью тренерской деятельностью. Всего им опубликовано свыше 1000 композиций разных жанров. 
Участник различных командных соревнований по составлению шахматных композиций. В качестве капитана многократно возглавлял команду Украины, в том числе на 5-м командном чемпионате мира (5.WCCT 1993—1996), когда национальная команда впервые приняла участие в чемпионате мира и победила.
Много лет входил в тренерский совет команды СССР, был членом последнего состава Центральной комиссии по шахматной композиции. Организатор фестивалей шахматной композиции, проходивших в Одессе (1983—1986, 1988—1990, 1997) и в Броварах (1987). Автор книг и статей по шахматной композиции. Главный редактор журнала «Проблеміст України» с 2010 по 2018 годы. С 2018 вёл блог ChessblogYG, посвящённый шахматной композиции и не только ей.
Соавтор (с Виктором Мельниченко) Одесской темы — в одной из фаз двухходовой задачи создаются две угрозы (2.A# и 2.B#), после защит от них следуют два других мата (2.С# и 2.D#). Во второй фазе C и D — угрозы, а A и B — маты после защит чёрных. 
По профессии технолог литейного производства, много лет проработал заместителем начальника литейного цеха. После выхода на пенсию работал тренером-преподавателем шахмат в спортивной школе. Умер в Одессе 8 января 2024 года.

## Достижения в области составления шахматных композиций
- Четырёхкратный чемпион мира по шахматной композиции в составе команды СССР — 1.WCCT (1972—1975), 2.WCCT (1980—1983), 3.WCCT (1984—1988), 4.WCCT (1989—1992).

- Чемпион мира по шахматной композиции в составе команды Украины — 5.WCCT (1993—1996). Четырёхкратный серебряный призёр чемпионатов мира в составе команды Украины — 6.WCCT (1996—2000), 7.WCCT (2001—2004), 9.WCCT (2012—2013), 10.WCCT (2016—2017).

- Победитель и многократный призёр чемпионатов Украины в личном и командном зачёте.

На конкурсах завоевал более 300 призов, в том числе свыше 100 первых. Рейтинг в Альбомах ФИДЕ на 28 мая 2024 года — 59,49 балла.

## Задачи
|   | a              | b               | c               | d                | e              | f               | g              | h               |   |  |
| 8 | a8 белый слон  | b8 белый слон   | c8 чёрный конь  | d8               | e8 белая ладья | f8 чёрный слон  | g8             | h8              | 8 |  |
| 7 | a7             | b7              | c7 чёрная ладья | d7 белая пешка   | e7             | f7              | g7             | h7 белый король | 7 |  |
| 6 | a6             | b6              | c6              | d6 чёрный король | e6 белая пешка | f6 чёрная пешка | g6             | h6              | 6 |  |
| 5 | a5             | b5              | c5              | d5               | e5             | f5 белый ферзь  | g5             | h5              | 5 |  |
| 4 | a4             | b4              | c4              | d4 белая пешка   | e4             | f4              | g4 белая ладья | h4 белый конь   | 4 |  |
| 3 | a3             | b3              | c3 белый конь   | d3               | e3             | f3              | g3             | h3              | 3 |  |
| 2 | a2 чёрный слон | b2              | c2              | d2               | e2             | f2 чёрный конь  | g2             | h2              | 2 |  |
| 1 | a1             | b1 чёрный ферзь | c1              | d1               | e1             | f1              | g1             | h1              | 1 |  |
|   | a              | b               | c               | d                | e              | f               | g              | h               |   |  |

1.Лg7? с угрозами 2.dcК#/d8Ф# (A/B)

1...Ф:b8 2.Фf4# (С), 1...Фb7 2.Фc5# (D)

(1...С:e6 2.Л:e6#), но 1...Кb6!

1.Лg6! с угрозами 2.Фf4#/Фc5# (C/D) 

1...Ce7 2.dcK# (А), 1...Ke7 2.d8Ф# (В)

(1...С:e6 2.Ф:e6#, 1...Kd3 2.Ke4#
 
1...Фb5 2.K:b5#, 1...Ф:f5 2.K:f5#)

Один из первых примеров Одесской темы, созданный её авторами. 
|   | a | b | c | d | e | f | g | h |   |
| - | --- | --- | --- | --- | --- | --- | --- | --- | - |
| 8 | e8 чёрная ладья · g8 чёрный конь · c7 белый конь · g7 белая ладья · h7 белый слон · c6 чёрный слон · e5 чёрная пешка · g5 белый слон · h5 чёрная пешка · d4 белая пешка · g4 чёрный король · d3 чёрная ладья · f3 чёрная пешка · a2 чёрный ферзь · d2 белая пешка · f2 чёрный конь · h2 белый король · e1 чёрный слон · g1 белый конь | e8 чёрная ладья · g8 чёрный конь · c7 белый конь · g7 белая ладья · h7 белый слон · c6 чёрный слон · e5 чёрная пешка · g5 белый слон · h5 чёрная пешка · d4 белая пешка · g4 чёрный король · d3 чёрная ладья · f3 чёрная пешка · a2 чёрный ферзь · d2 белая пешка · f2 чёрный конь · h2 белый король · e1 чёрный слон · g1 белый конь | e8 чёрная ладья · g8 чёрный конь · c7 белый конь · g7 белая ладья · h7 белый слон · c6 чёрный слон · e5 чёрная пешка · g5 белый слон · h5 чёрная пешка · d4 белая пешка · g4 чёрный король · d3 чёрная ладья · f3 чёрная пешка · a2 чёрный ферзь · d2 белая пешка · f2 чёрный конь · h2 белый король · e1 чёрный слон · g1 белый конь | e8 чёрная ладья · g8 чёрный конь · c7 белый конь · g7 белая ладья · h7 белый слон · c6 чёрный слон · e5 чёрная пешка · g5 белый слон · h5 чёрная пешка · d4 белая пешка · g4 чёрный король · d3 чёрная ладья · f3 чёрная пешка · a2 чёрный ферзь · d2 белая пешка · f2 чёрный конь · h2 белый король · e1 чёрный слон · g1 белый конь | e8 чёрная ладья · g8 чёрный конь · c7 белый конь · g7 белая ладья · h7 белый слон · c6 чёрный слон · e5 чёрная пешка · g5 белый слон · h5 чёрная пешка · d4 белая пешка · g4 чёрный король · d3 чёрная ладья · f3 чёрная пешка · a2 чёрный ферзь · d2 белая пешка · f2 чёрный конь · h2 белый король · e1 чёрный слон · g1 белый конь | e8 чёрная ладья · g8 чёрный конь · c7 белый конь · g7 белая ладья · h7 белый слон · c6 чёрный слон · e5 чёрная пешка · g5 белый слон · h5 чёрная пешка · d4 белая пешка · g4 чёрный король · d3 чёрная ладья · f3 чёрная пешка · a2 чёрный ферзь · d2 белая пешка · f2 чёрный конь · h2 белый король · e1 чёрный слон · g1 белый конь | e8 чёрная ладья · g8 чёрный конь · c7 белый конь · g7 белая ладья · h7 белый слон · c6 чёрный слон · e5 чёрная пешка · g5 белый слон · h5 чёрная пешка · d4 белая пешка · g4 чёрный король · d3 чёрная ладья · f3 чёрная пешка · a2 чёрный ферзь · d2 белая пешка · f2 чёрный конь · h2 белый король · e1 чёрный слон · g1 белый конь | e8 чёрная ладья · g8 чёрный конь · c7 белый конь · g7 белая ладья · h7 белый слон · c6 чёрный слон · e5 чёрная пешка · g5 белый слон · h5 чёрная пешка · d4 белая пешка · g4 чёрный король · d3 чёрная ладья · f3 чёрная пешка · a2 чёрный ферзь · d2 белая пешка · f2 чёрный конь · h2 белый король · e1 чёрный слон · g1 белый конь | 8 |
| 7 | e8 чёрная ладья · g8 чёрный конь · c7 белый конь · g7 белая ладья · h7 белый слон · c6 чёрный слон · e5 чёрная пешка · g5 белый слон · h5 чёрная пешка · d4 белая пешка · g4 чёрный король · d3 чёрная ладья · f3 чёрная пешка · a2 чёрный ферзь · d2 белая пешка · f2 чёрный конь · h2 белый король · e1 чёрный слон · g1 белый конь | e8 чёрная ладья · g8 чёрный конь · c7 белый конь · g7 белая ладья · h7 белый слон · c6 чёрный слон · e5 чёрная пешка · g5 белый слон · h5 чёрная пешка · d4 белая пешка · g4 чёрный король · d3 чёрная ладья · f3 чёрная пешка · a2 чёрный ферзь · d2 белая пешка · f2 чёрный конь · h2 белый король · e1 чёрный слон · g1 белый конь | e8 чёрная ладья · g8 чёрный конь · c7 белый конь · g7 белая ладья · h7 белый слон · c6 чёрный слон · e5 чёрная пешка · g5 белый слон · h5 чёрная пешка · d4 белая пешка · g4 чёрный король · d3 чёрная ладья · f3 чёрная пешка · a2 чёрный ферзь · d2 белая пешка · f2 чёрный конь · h2 белый король · e1 чёрный слон · g1 белый конь | e8 чёрная ладья · g8 чёрный конь · c7 белый конь · g7 белая ладья · h7 белый слон · c6 чёрный слон · e5 чёрная пешка · g5 белый слон · h5 чёрная пешка · d4 белая пешка · g4 чёрный король · d3 чёрная ладья · f3 чёрная пешка · a2 чёрный ферзь · d2 белая пешка · f2 чёрный конь · h2 белый король · e1 чёрный слон · g1 белый конь | e8 чёрная ладья · g8 чёрный конь · c7 белый конь · g7 белая ладья · h7 белый слон · c6 чёрный слон · e5 чёрная пешка · g5 белый слон · h5 чёрная пешка · d4 белая пешка · g4 чёрный король · d3 чёрная ладья · f3 чёрная пешка · a2 чёрный ферзь · d2 белая пешка · f2 чёрный конь · h2 белый король · e1 чёрный слон · g1 белый конь | e8 чёрная ладья · g8 чёрный конь · c7 белый конь · g7 белая ладья · h7 белый слон · c6 чёрный слон · e5 чёрная пешка · g5 белый слон · h5 чёрная пешка · d4 белая пешка · g4 чёрный король · d3 чёрная ладья · f3 чёрная пешка · a2 чёрный ферзь · d2 белая пешка · f2 чёрный конь · h2 белый король · e1 чёрный слон · g1 белый конь | e8 чёрная ладья · g8 чёрный конь · c7 белый конь · g7 белая ладья · h7 белый слон · c6 чёрный слон · e5 чёрная пешка · g5 белый слон · h5 чёрная пешка · d4 белая пешка · g4 чёрный король · d3 чёрная ладья · f3 чёрная пешка · a2 чёрный ферзь · d2 белая пешка · f2 чёрный конь · h2 белый король · e1 чёрный слон · g1 белый конь | e8 чёрная ладья · g8 чёрный конь · c7 белый конь · g7 белая ладья · h7 белый слон · c6 чёрный слон · e5 чёрная пешка · g5 белый слон · h5 чёрная пешка · d4 белая пешка · g4 чёрный король · d3 чёрная ладья · f3 чёрная пешка · a2 чёрный ферзь · d2 белая пешка · f2 чёрный конь · h2 белый король · e1 чёрный слон · g1 белый конь | 7 |
| 6 | e8 чёрная ладья · g8 чёрный конь · c7 белый конь · g7 белая ладья · h7 белый слон · c6 чёрный слон · e5 чёрная пешка · g5 белый слон · h5 чёрная пешка · d4 белая пешка · g4 чёрный король · d3 чёрная ладья · f3 чёрная пешка · a2 чёрный ферзь · d2 белая пешка · f2 чёрный конь · h2 белый король · e1 чёрный слон · g1 белый конь | e8 чёрная ладья · g8 чёрный конь · c7 белый конь · g7 белая ладья · h7 белый слон · c6 чёрный слон · e5 чёрная пешка · g5 белый слон · h5 чёрная пешка · d4 белая пешка · g4 чёрный король · d3 чёрная ладья · f3 чёрная пешка · a2 чёрный ферзь · d2 белая пешка · f2 чёрный конь · h2 белый король · e1 чёрный слон · g1 белый конь | e8 чёрная ладья · g8 чёрный конь · c7 белый конь · g7 белая ладья · h7 белый слон · c6 чёрный слон · e5 чёрная пешка · g5 белый слон · h5 чёрная пешка · d4 белая пешка · g4 чёрный король · d3 чёрная ладья · f3 чёрная пешка · a2 чёрный ферзь · d2 белая пешка · f2 чёрный конь · h2 белый король · e1 чёрный слон · g1 белый конь | e8 чёрная ладья · g8 чёрный конь · c7 белый конь · g7 белая ладья · h7 белый слон · c6 чёрный слон · e5 чёрная пешка · g5 белый слон · h5 чёрная пешка · d4 белая пешка · g4 чёрный король · d3 чёрная ладья · f3 чёрная пешка · a2 чёрный ферзь · d2 белая пешка · f2 чёрный конь · h2 белый король · e1 чёрный слон · g1 белый конь | e8 чёрная ладья · g8 чёрный конь · c7 белый конь · g7 белая ладья · h7 белый слон · c6 чёрный слон · e5 чёрная пешка · g5 белый слон · h5 чёрная пешка · d4 белая пешка · g4 чёрный король · d3 чёрная ладья · f3 чёрная пешка · a2 чёрный ферзь · d2 белая пешка · f2 чёрный конь · h2 белый король · e1 чёрный слон · g1 белый конь | e8 чёрная ладья · g8 чёрный конь · c7 белый конь · g7 белая ладья · h7 белый слон · c6 чёрный слон · e5 чёрная пешка · g5 белый слон · h5 чёрная пешка · d4 белая пешка · g4 чёрный король · d3 чёрная ладья · f3 чёрная пешка · a2 чёрный ферзь · d2 белая пешка · f2 чёрный конь · h2 белый король · e1 чёрный слон · g1 белый конь | e8 чёрная ладья · g8 чёрный конь · c7 белый конь · g7 белая ладья · h7 белый слон · c6 чёрный слон · e5 чёрная пешка · g5 белый слон · h5 чёрная пешка · d4 белая пешка · g4 чёрный король · d3 чёрная ладья · f3 чёрная пешка · a2 чёрный ферзь · d2 белая пешка · f2 чёрный конь · h2 белый король · e1 чёрный слон · g1 белый конь | e8 чёрная ладья · g8 чёрный конь · c7 белый конь · g7 белая ладья · h7 белый слон · c6 чёрный слон · e5 чёрная пешка · g5 белый слон · h5 чёрная пешка · d4 белая пешка · g4 чёрный король · d3 чёрная ладья · f3 чёрная пешка · a2 чёрный ферзь · d2 белая пешка · f2 чёрный конь · h2 белый король · e1 чёрный слон · g1 белый конь | 6 |
| 5 | e8 чёрная ладья · g8 чёрный конь · c7 белый конь · g7 белая ладья · h7 белый слон · c6 чёрный слон · e5 чёрная пешка · g5 белый слон · h5 чёрная пешка · d4 белая пешка · g4 чёрный король · d3 чёрная ладья · f3 чёрная пешка · a2 чёрный ферзь · d2 белая пешка · f2 чёрный конь · h2 белый король · e1 чёрный слон · g1 белый конь | e8 чёрная ладья · g8 чёрный конь · c7 белый конь · g7 белая ладья · h7 белый слон · c6 чёрный слон · e5 чёрная пешка · g5 белый слон · h5 чёрная пешка · d4 белая пешка · g4 чёрный король · d3 чёрная ладья · f3 чёрная пешка · a2 чёрный ферзь · d2 белая пешка · f2 чёрный конь · h2 белый король · e1 чёрный слон · g1 белый конь | e8 чёрная ладья · g8 чёрный конь · c7 белый конь · g7 белая ладья · h7 белый слон · c6 чёрный слон · e5 чёрная пешка · g5 белый слон · h5 чёрная пешка · d4 белая пешка · g4 чёрный король · d3 чёрная ладья · f3 чёрная пешка · a2 чёрный ферзь · d2 белая пешка · f2 чёрный конь · h2 белый король · e1 чёрный слон · g1 белый конь | e8 чёрная ладья · g8 чёрный конь · c7 белый конь · g7 белая ладья · h7 белый слон · c6 чёрный слон · e5 чёрная пешка · g5 белый слон · h5 чёрная пешка · d4 белая пешка · g4 чёрный король · d3 чёрная ладья · f3 чёрная пешка · a2 чёрный ферзь · d2 белая пешка · f2 чёрный конь · h2 белый король · e1 чёрный слон · g1 белый конь | e8 чёрная ладья · g8 чёрный конь · c7 белый конь · g7 белая ладья · h7 белый слон · c6 чёрный слон · e5 чёрная пешка · g5 белый слон · h5 чёрная пешка · d4 белая пешка · g4 чёрный король · d3 чёрная ладья · f3 чёрная пешка · a2 чёрный ферзь · d2 белая пешка · f2 чёрный конь · h2 белый король · e1 чёрный слон · g1 белый конь | e8 чёрная ладья · g8 чёрный конь · c7 белый конь · g7 белая ладья · h7 белый слон · c6 чёрный слон · e5 чёрная пешка · g5 белый слон · h5 чёрная пешка · d4 белая пешка · g4 чёрный король · d3 чёрная ладья · f3 чёрная пешка · a2 чёрный ферзь · d2 белая пешка · f2 чёрный конь · h2 белый король · e1 чёрный слон · g1 белый конь | e8 чёрная ладья · g8 чёрный конь · c7 белый конь · g7 белая ладья · h7 белый слон · c6 чёрный слон · e5 чёрная пешка · g5 белый слон · h5 чёрная пешка · d4 белая пешка · g4 чёрный король · d3 чёрная ладья · f3 чёрная пешка · a2 чёрный ферзь · d2 белая пешка · f2 чёрный конь · h2 белый король · e1 чёрный слон · g1 белый конь | e8 чёрная ладья · g8 чёрный конь · c7 белый конь · g7 белая ладья · h7 белый слон · c6 чёрный слон · e5 чёрная пешка · g5 белый слон · h5 чёрная пешка · d4 белая пешка · g4 чёрный король · d3 чёрная ладья · f3 чёрная пешка · a2 чёрный ферзь · d2 белая пешка · f2 чёрный конь · h2 белый король · e1 чёрный слон · g1 белый конь | 5 |
| 4 | e8 чёрная ладья · g8 чёрный конь · c7 белый конь · g7 белая ладья · h7 белый слон · c6 чёрный слон · e5 чёрная пешка · g5 белый слон · h5 чёрная пешка · d4 белая пешка · g4 чёрный король · d3 чёрная ладья · f3 чёрная пешка · a2 чёрный ферзь · d2 белая пешка · f2 чёрный конь · h2 белый король · e1 чёрный слон · g1 белый конь | e8 чёрная ладья · g8 чёрный конь · c7 белый конь · g7 белая ладья · h7 белый слон · c6 чёрный слон · e5 чёрная пешка · g5 белый слон · h5 чёрная пешка · d4 белая пешка · g4 чёрный король · d3 чёрная ладья · f3 чёрная пешка · a2 чёрный ферзь · d2 белая пешка · f2 чёрный конь · h2 белый король · e1 чёрный слон · g1 белый конь | e8 чёрная ладья · g8 чёрный конь · c7 белый конь · g7 белая ладья · h7 белый слон · c6 чёрный слон · e5 чёрная пешка · g5 белый слон · h5 чёрная пешка · d4 белая пешка · g4 чёрный король · d3 чёрная ладья · f3 чёрная пешка · a2 чёрный ферзь · d2 белая пешка · f2 чёрный конь · h2 белый король · e1 чёрный слон · g1 белый конь | e8 чёрная ладья · g8 чёрный конь · c7 белый конь · g7 белая ладья · h7 белый слон · c6 чёрный слон · e5 чёрная пешка · g5 белый слон · h5 чёрная пешка · d4 белая пешка · g4 чёрный король · d3 чёрная ладья · f3 чёрная пешка · a2 чёрный ферзь · d2 белая пешка · f2 чёрный конь · h2 белый король · e1 чёрный слон · g1 белый конь | e8 чёрная ладья · g8 чёрный конь · c7 белый конь · g7 белая ладья · h7 белый слон · c6 чёрный слон · e5 чёрная пешка · g5 белый слон · h5 чёрная пешка · d4 белая пешка · g4 чёрный король · d3 чёрная ладья · f3 чёрная пешка · a2 чёрный ферзь · d2 белая пешка · f2 чёрный конь · h2 белый король · e1 чёрный слон · g1 белый конь | e8 чёрная ладья · g8 чёрный конь · c7 белый конь · g7 белая ладья · h7 белый слон · c6 чёрный слон · e5 чёрная пешка · g5 белый слон · h5 чёрная пешка · d4 белая пешка · g4 чёрный король · d3 чёрная ладья · f3 чёрная пешка · a2 чёрный ферзь · d2 белая пешка · f2 чёрный конь · h2 белый король · e1 чёрный слон · g1 белый конь | e8 чёрная ладья · g8 чёрный конь · c7 белый конь · g7 белая ладья · h7 белый слон · c6 чёрный слон · e5 чёрная пешка · g5 белый слон · h5 чёрная пешка · d4 белая пешка · g4 чёрный король · d3 чёрная ладья · f3 чёрная пешка · a2 чёрный ферзь · d2 белая пешка · f2 чёрный конь · h2 белый король · e1 чёрный слон · g1 белый конь | e8 чёрная ладья · g8 чёрный конь · c7 белый конь · g7 белая ладья · h7 белый слон · c6 чёрный слон · e5 чёрная пешка · g5 белый слон · h5 чёрная пешка · d4 белая пешка · g4 чёрный король · d3 чёрная ладья · f3 чёрная пешка · a2 чёрный ферзь · d2 белая пешка · f2 чёрный конь · h2 белый король · e1 чёрный слон · g1 белый конь | 4 |
| 3 | e8 чёрная ладья · g8 чёрный конь · c7 белый конь · g7 белая ладья · h7 белый слон · c6 чёрный слон · e5 чёрная пешка · g5 белый слон · h5 чёрная пешка · d4 белая пешка · g4 чёрный король · d3 чёрная ладья · f3 чёрная пешка · a2 чёрный ферзь · d2 белая пешка · f2 чёрный конь · h2 белый король · e1 чёрный слон · g1 белый конь | e8 чёрная ладья · g8 чёрный конь · c7 белый конь · g7 белая ладья · h7 белый слон · c6 чёрный слон · e5 чёрная пешка · g5 белый слон · h5 чёрная пешка · d4 белая пешка · g4 чёрный король · d3 чёрная ладья · f3 чёрная пешка · a2 чёрный ферзь · d2 белая пешка · f2 чёрный конь · h2 белый король · e1 чёрный слон · g1 белый конь | e8 чёрная ладья · g8 чёрный конь · c7 белый конь · g7 белая ладья · h7 белый слон · c6 чёрный слон · e5 чёрная пешка · g5 белый слон · h5 чёрная пешка · d4 белая пешка · g4 чёрный король · d3 чёрная ладья · f3 чёрная пешка · a2 чёрный ферзь · d2 белая пешка · f2 чёрный конь · h2 белый король · e1 чёрный слон · g1 белый конь | e8 чёрная ладья · g8 чёрный конь · c7 белый конь · g7 белая ладья · h7 белый слон · c6 чёрный слон · e5 чёрная пешка · g5 белый слон · h5 чёрная пешка · d4 белая пешка · g4 чёрный король · d3 чёрная ладья · f3 чёрная пешка · a2 чёрный ферзь · d2 белая пешка · f2 чёрный конь · h2 белый король · e1 чёрный слон · g1 белый конь | e8 чёрная ладья · g8 чёрный конь · c7 белый конь · g7 белая ладья · h7 белый слон · c6 чёрный слон · e5 чёрная пешка · g5 белый слон · h5 чёрная пешка · d4 белая пешка · g4 чёрный король · d3 чёрная ладья · f3 чёрная пешка · a2 чёрный ферзь · d2 белая пешка · f2 чёрный конь · h2 белый король · e1 чёрный слон · g1 белый конь | e8 чёрная ладья · g8 чёрный конь · c7 белый конь · g7 белая ладья · h7 белый слон · c6 чёрный слон · e5 чёрная пешка · g5 белый слон · h5 чёрная пешка · d4 белая пешка · g4 чёрный король · d3 чёрная ладья · f3 чёрная пешка · a2 чёрный ферзь · d2 белая пешка · f2 чёрный конь · h2 белый король · e1 чёрный слон · g1 белый конь | e8 чёрная ладья · g8 чёрный конь · c7 белый конь · g7 белая ладья · h7 белый слон · c6 чёрный слон · e5 чёрная пешка · g5 белый слон · h5 чёрная пешка · d4 белая пешка · g4 чёрный король · d3 чёрная ладья · f3 чёрная пешка · a2 чёрный ферзь · d2 белая пешка · f2 чёрный конь · h2 белый король · e1 чёрный слон · g1 белый конь | e8 чёрная ладья · g8 чёрный конь · c7 белый конь · g7 белая ладья · h7 белый слон · c6 чёрный слон · e5 чёрная пешка · g5 белый слон · h5 чёрная пешка · d4 белая пешка · g4 чёрный король · d3 чёрная ладья · f3 чёрная пешка · a2 чёрный ферзь · d2 белая пешка · f2 чёрный конь · h2 белый король · e1 чёрный слон · g1 белый конь | 3 |
| 2 | e8 чёрная ладья · g8 чёрный конь · c7 белый конь · g7 белая ладья · h7 белый слон · c6 чёрный слон · e5 чёрная пешка · g5 белый слон · h5 чёрная пешка · d4 белая пешка · g4 чёрный король · d3 чёрная ладья · f3 чёрная пешка · a2 чёрный ферзь · d2 белая пешка · f2 чёрный конь · h2 белый король · e1 чёрный слон · g1 белый конь | e8 чёрная ладья · g8 чёрный конь · c7 белый конь · g7 белая ладья · h7 белый слон · c6 чёрный слон · e5 чёрная пешка · g5 белый слон · h5 чёрная пешка · d4 белая пешка · g4 чёрный король · d3 чёрная ладья · f3 чёрная пешка · a2 чёрный ферзь · d2 белая пешка · f2 чёрный конь · h2 белый король · e1 чёрный слон · g1 белый конь | e8 чёрная ладья · g8 чёрный конь · c7 белый конь · g7 белая ладья · h7 белый слон · c6 чёрный слон · e5 чёрная пешка · g5 белый слон · h5 чёрная пешка · d4 белая пешка · g4 чёрный король · d3 чёрная ладья · f3 чёрная пешка · a2 чёрный ферзь · d2 белая пешка · f2 чёрный конь · h2 белый король · e1 чёрный слон · g1 белый конь | e8 чёрная ладья · g8 чёрный конь · c7 белый конь · g7 белая ладья · h7 белый слон · c6 чёрный слон · e5 чёрная пешка · g5 белый слон · h5 чёрная пешка · d4 белая пешка · g4 чёрный король · d3 чёрная ладья · f3 чёрная пешка · a2 чёрный ферзь · d2 белая пешка · f2 чёрный конь · h2 белый король · e1 чёрный слон · g1 белый конь | e8 чёрная ладья · g8 чёрный конь · c7 белый конь · g7 белая ладья · h7 белый слон · c6 чёрный слон · e5 чёрная пешка · g5 белый слон · h5 чёрная пешка · d4 белая пешка · g4 чёрный король · d3 чёрная ладья · f3 чёрная пешка · a2 чёрный ферзь · d2 белая пешка · f2 чёрный конь · h2 белый король · e1 чёрный слон · g1 белый конь | e8 чёрная ладья · g8 чёрный конь · c7 белый конь · g7 белая ладья · h7 белый слон · c6 чёрный слон · e5 чёрная пешка · g5 белый слон · h5 чёрная пешка · d4 белая пешка · g4 чёрный король · d3 чёрная ладья · f3 чёрная пешка · a2 чёрный ферзь · d2 белая пешка · f2 чёрный конь · h2 белый король · e1 чёрный слон · g1 белый конь | e8 чёрная ладья · g8 чёрный конь · c7 белый конь · g7 белая ладья · h7 белый слон · c6 чёрный слон · e5 чёрная пешка · g5 белый слон · h5 чёрная пешка · d4 белая пешка · g4 чёрный король · d3 чёрная ладья · f3 чёрная пешка · a2 чёрный ферзь · d2 белая пешка · f2 чёрный конь · h2 белый король · e1 чёрный слон · g1 белый конь | e8 чёрная ладья · g8 чёрный конь · c7 белый конь · g7 белая ладья · h7 белый слон · c6 чёрный слон · e5 чёрная пешка · g5 белый слон · h5 чёрная пешка · d4 белая пешка · g4 чёрный король · d3 чёрная ладья · f3 чёрная пешка · a2 чёрный ферзь · d2 белая пешка · f2 чёрный конь · h2 белый король · e1 чёрный слон · g1 белый конь | 2 |
| 1 | e8 чёрная ладья · g8 чёрный конь · c7 белый конь · g7 белая ладья · h7 белый слон · c6 чёрный слон · e5 чёрная пешка · g5 белый слон · h5 чёрная пешка · d4 белая пешка · g4 чёрный король · d3 чёрная ладья · f3 чёрная пешка · a2 чёрный ферзь · d2 белая пешка · f2 чёрный конь · h2 белый король · e1 чёрный слон · g1 белый конь | e8 чёрная ладья · g8 чёрный конь · c7 белый конь · g7 белая ладья · h7 белый слон · c6 чёрный слон · e5 чёрная пешка · g5 белый слон · h5 чёрная пешка · d4 белая пешка · g4 чёрный король · d3 чёрная ладья · f3 чёрная пешка · a2 чёрный ферзь · d2 белая пешка · f2 чёрный конь · h2 белый король · e1 чёрный слон · g1 белый конь | e8 чёрная ладья · g8 чёрный конь · c7 белый конь · g7 белая ладья · h7 белый слон · c6 чёрный слон · e5 чёрная пешка · g5 белый слон · h5 чёрная пешка · d4 белая пешка · g4 чёрный король · d3 чёрная ладья · f3 чёрная пешка · a2 чёрный ферзь · d2 белая пешка · f2 чёрный конь · h2 белый король · e1 чёрный слон · g1 белый конь | e8 чёрная ладья · g8 чёрный конь · c7 белый конь · g7 белая ладья · h7 белый слон · c6 чёрный слон · e5 чёрная пешка · g5 белый слон · h5 чёрная пешка · d4 белая пешка · g4 чёрный король · d3 чёрная ладья · f3 чёрная пешка · a2 чёрный ферзь · d2 белая пешка · f2 чёрный конь · h2 белый король · e1 чёрный слон · g1 белый конь | e8 чёрная ладья · g8 чёрный конь · c7 белый конь · g7 белая ладья · h7 белый слон · c6 чёрный слон · e5 чёрная пешка · g5 белый слон · h5 чёрная пешка · d4 белая пешка · g4 чёрный король · d3 чёрная ладья · f3 чёрная пешка · a2 чёрный ферзь · d2 белая пешка · f2 чёрный конь · h2 белый король · e1 чёрный слон · g1 белый конь | e8 чёрная ладья · g8 чёрный конь · c7 белый конь · g7 белая ладья · h7 белый слон · c6 чёрный слон · e5 чёрная пешка · g5 белый слон · h5 чёрная пешка · d4 белая пешка · g4 чёрный король · d3 чёрная ладья · f3 чёрная пешка · a2 чёрный ферзь · d2 белая пешка · f2 чёрный конь · h2 белый король · e1 чёрный слон · g1 белый конь | e8 чёрная ладья · g8 чёрный конь · c7 белый конь · g7 белая ладья · h7 белый слон · c6 чёрный слон · e5 чёрная пешка · g5 белый слон · h5 чёрная пешка · d4 белая пешка · g4 чёрный король · d3 чёрная ладья · f3 чёрная пешка · a2 чёрный ферзь · d2 белая пешка · f2 чёрный конь · h2 белый король · e1 чёрный слон · g1 белый конь | e8 чёрная ладья · g8 чёрный конь · c7 белый конь · g7 белая ладья · h7 белый слон · c6 чёрный слон · e5 чёрная пешка · g5 белый слон · h5 чёрная пешка · d4 белая пешка · g4 чёрный король · d3 чёрная ладья · f3 чёрная пешка · a2 чёрный ферзь · d2 белая пешка · f2 чёрный конь · h2 белый король · e1 чёрный слон · g1 белый конь | 1 |
|   | a | b | c | d | e | f | g | h |   |

1.d5! (короткие угрозы 2.Се3+ Kph4 3.К:f3# и 2.Се7+ Kpf4 3.Ке6#)

1…Ф:d5 2.Се3+ Kph4 3.К:f3+ Ф:f3 4.Cg5+ Kpg4 5.Се7+ Kpf4 6.Ке6#, 

1…С:d5 2.Се7+ Kpf4 3.Ке6+ С:е6 4.Cg5+ Kpg4 5.Се3+ Kph4 6.К:f3#

(1…h4 2.Ce3+ Kph5 3.Cg6+ Kpg4 4.Ce4+ Kph5 5.C:f3+ Kg4+ 6.C:g4#)

В двух главных вариантах — тема Плахутты в оригинальном исполнении.